# Рівнинні дощові ліси Шрі-Ланки
Рівнинні дощові ліси Шрі-Ланки (ідентифікатор WWF: IM0154) — індомалайський екорегіон тропічних та субтропічних вологих широколистяних лісів, розташований на південному заході Шрі-Ланки.

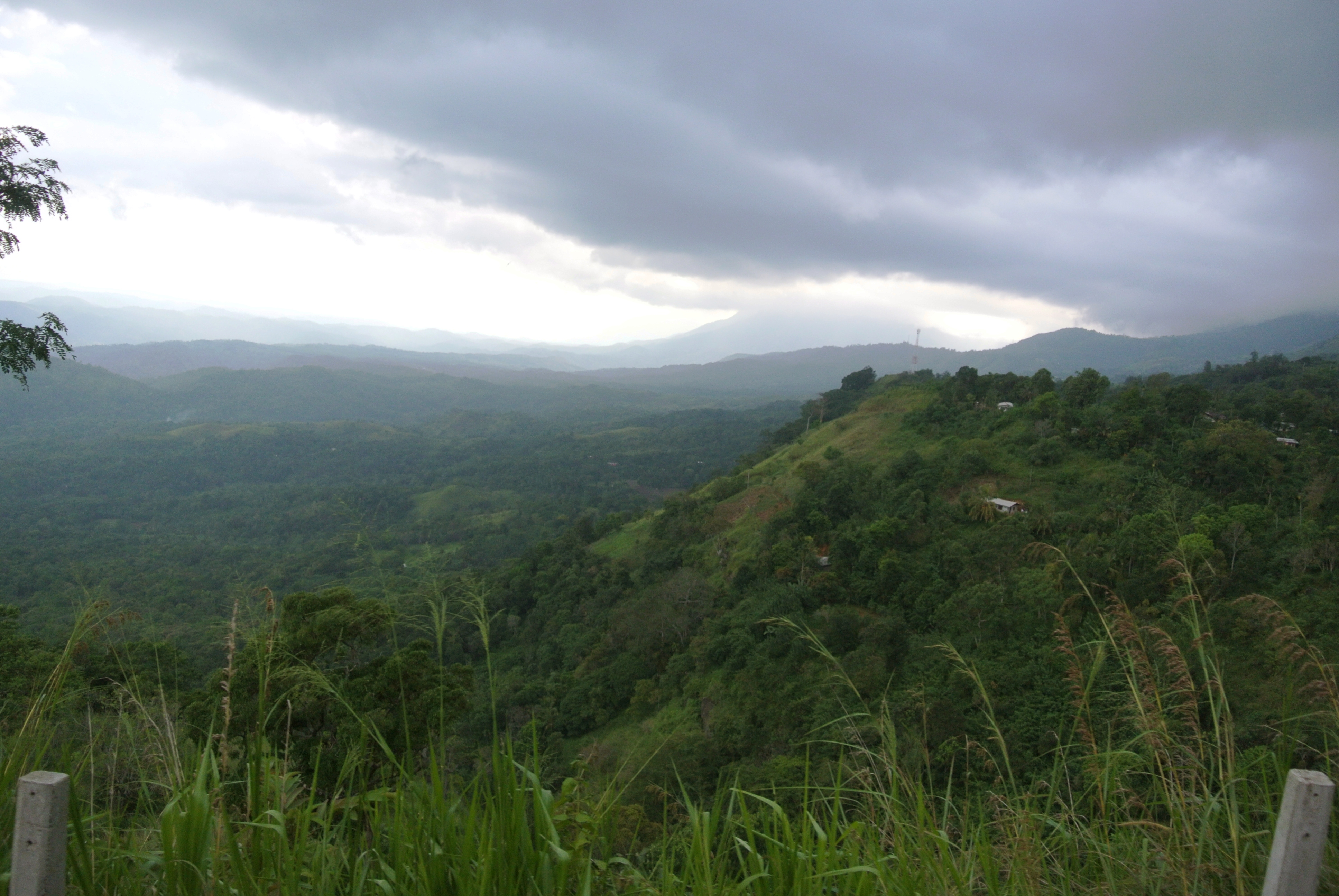
Дощовий ліс в окрузі Бадулла

## Географія
Екорегіон сухих вічнозелених лісів Шрі-Ланки охоплює південно-західну частину острова Шрі-Ланка. На більшій частині острова поширені сухі вічнозелені ліси Шрі-Ланки, а на Центральному нагір'ї — гірські дощові ліси Шрі-Ланки. Рельєф регіону характеризується глибокими долинами великих річок, які стікають з Центрального нагір'я, зокрема річок Калу та Келані. Переважають червоно-жовті підзолисті ґрунти.

## Клімат
В межах екорегіону переважає екваторіальний клімат (Af за класифікацією кліматів Кеппена). Середньорічна кількість опадів становить понад 5000 мм, більшість з яких випадає під час південно-західного мусону, який триває з травня по вересень. Відносна вологість висока і становить 80-85 %. Середня температура становить 27-30 °C і залишається стабільною протягом всього року. Через близькість до Індійського океану денну температуру знижують океанічні бризи.

## Флора
Рослинний покрив екорегіону представлений вологими дощовими лісами, подібними до лісів, поширених в Західних Гатах та на Малабарському узбережжі на південному заході Індії. Вологі ліси Індії та Шрі-Ланки розвивалися окремо з пізнього міоцену, протягом близько 7 мільйонів років, що призвело до формування багатьох ендемічних видів.
Вологі вічнозелені ліси екорегіону представлені двома рослинними угрупованнями — діптерокарповими та мезуєво-шореєвими лісами. В лісах регіону виражені чотири яруси. Лісовий намет в них розташований на висоті 30-40 м над землею, крони дерев другого ярусу — на висоті 15-30 м над землею, а крони дерев та чагарників нижнього ярусу — на висоті 5-15 м над землею. На землі росте підлісок з розкиданих кущів. Крони деяких емерджентних (найвищих) дерев розташовані на висоті понад 45 м.
У діптерокарпових лісах екорегіону переважають цейлонські діптерокарпуси (Dipterocarpus zeylanicus) та шорсткі діптерокарпуси (Dipterocarpus hispidus). Серед інших дерев, що зустрічаються в цих лісах, слід відзначити павичеве дерево (Vitex altissima), каштаноплідний хетокарпус (Chaetocarpus castanocarpus), притуплену ділленію (Dillenia retusa), тригранну діленію (Dillenia triquetra), пальчастий мускатник (Myristica dactyloides) та семекарпус Гарднера (Semecarpus gardneri). Основу мезуєво-шореєвих лісів складають коричні анізофіллеї (Anisophyllea cinnamomoides), катамодові кулленії (Cullenia rosayroana), цейлонські залізні дерева (Mesua ferrea), пальчасті мускатники (Myristica dactyloides), черешчаті палаквіуми (Palaquium petiolare), споріднені шореї (Shorea affinis), купчастоцвіті шореї (Shorea congestiflora), двурядні шореї (Shorea disticha), трапецієлисті шореї (Shorea trapezifolia), шореї Вортінгтона (Shorea worthingtonii) та червонуваті сизигіуми (Syzygium rubicundum). Серед інших дерев, що ростуть в цих лісах, слід відзначити каштаноплідні хетокарпуси (Chaetocarpus castanocarpus), гарцинії Хермона (Garcinia hermonii), сизигіуми Неєса (Syzygium neesianum) та ксілопії Чемпіона (Xylopia championii).
В прибережних районах екорегіону зустрічаються заболочені ліси, хоча більшість з них наразі знищені, а території, де вони колись росли, перетворені на сільськогосподарські угіддя. Також в прибережних районах, зокрема в гирлах великих річок, зустрічаються мангрові зарості, де переважають різні види авіценній (Avicennia spp.), ризофор (Rhizophora spp.) та соннератій (Sonneratia spp.).
Екорегіон вирізняється високим рівнем флористичного різноманіття та ендемізму. Загалом, флора регіону є найбагатшою серед усіх рівнинних екорегіонів Південної Азії. Понад 60 % з 306 видів дерев, ендемічних для Шрі-Ланки, зустрічаються лише у рівнинних дощових лісах екорегіону, а ще 61 вид є майже ендемічним і окрім цього екорегіону, зустрічається лише у гірських дощових лісах Центрального нагір'я. 57 з 58 дерев родини діптерокарпових, поширених на Шрі-Ланці, є ендеміками регіону, зокрема представники ендемічного роду Stemonoporus. Серед рідкісних ендеміків екорегіону слід відзначити Diospyros oppositifolia, Stemonoporus moonii, Mesua stylosa та Mapania immersa

## Фауна
У рівнинних дощових лісах екорегіону мешкають такі рідкісні ссавці, як ланкійські леопарди (Panthera pardus kotiya) та цейлонські слони (Elephas maximus maximus), а також широко поширені індійські зайці (Lepus nigricollis), плямисто-руді коти (Prionailurus rubiginosus) та коти-рибалки (Prionailurus viverrinus). Серед майже ендемічних ссавців, поширених в екорегіоні, слід відзначити рудого стрункого лорі (Loris tardigradus), пурпуроволобого лангура (Semnopithecus vetulus), золотистого мусанга (Paradoxurus zeylonensis), пальмову білку Леярда (Funambulus layardi), темно-смугасту білку (Funambulus obscurus), траванкорську білку-летягу (Petinomys fuscocapillus), ланкійського двокольорового пацюка (Srilankamys ohiensis) та цейлонську колючу мишу (Mus fernandoni). Ендеміками екорегіону є жовтосмугі оленьки (Moschiola kathygre).
Серед майже ендемічних птахів, поширених в екорегіоні, слід відзначити цейлонську курку (Gallus lafayettii), цейлонську куріпку-шпоронога (Galloperdix bicalcarata), цейлонського голуба (Columba torringtoniae), вінаго-помпадура (Treron pompadora), цейлонського токо (Ocyceros gingalensis), зеленошийого папугу (Psittacula calthrapae), цейлонського кориліса (Loriculus beryllinus), багрянокрилого дзьобака (Chrysocolaptes stricklandi), кармінового дзьобака (Dinopium psarodes), жовтолобого бородастика (Psilopogon flavifrons), малабарського бородастика (Psilopogon rubricapillus), білогруду малкогу (Phaenicophaeus pyrrhocephalus), цейлонського сичика-горобця (Glaucidium castanotum), цейлонську кіту (Urocissa ornata), цейлонського окулярника (Zosterops ceylonensis), цейлонського бео (Gracula ptilogenys), цейлонського шпака (Sturnornis albofrontatus), цейлонську мухоловку (Eumyias sordidus), цейлонського ванговця (Tephrodornis affinis), цейлонську ластівку (Cecropis hyperythra), цейлонського бюльбюля (Pycnonotus penicillatus), острівного бюльбюля (Rubigula melanicterus), цейлонського дронго (Dicrurus lophorinus), цейлонського квічаля (Geokichla spiloptera), буроголового баблера (Pellorneum fuscocapillus) та цейлонську тимелію-криводзьоба (Pomatorhinus melanurus). Цейлонські коукали (Centropus chlororhynchos), цейлонські сплюшки (Otus thilohoffmanni), цейлонські квіткоїди (Dicaeum vincens), сіролобі чагарниці (Argya cinereifrons) та цейлонські кратеропи (Argya rufescens) є ендеміками екорегіону.
Серед поширених в екорегіоні плазунів слід відзначити болотяного крокодила (Crocodylus palustris) та левоголового калота (Calotes liocephalus). В екорегіоні мешкає понад 250 видів деревних жаб, зокрема значна кількість ендемічних веслоногих жаб, ареал багатьох з яких становить менш 0,5 км². Дощові ліси екорегіону є найбагатшими у світі за кількістю ендемічних видів земноводних на одиницю площі.

## Збереження
Оцінка 2017 року показала, що 1176 км², або 9 % екорегіону, є заповідними територіями. Природоохоронні території включають Заповідник гори Шріпада та Лісовий заповідник Сінхараджа.